# Avery (Texas)
Avery é uma cidade  localizada no estado norte-americano do Texas, no Condado de Red River.

## Demografia
Segundo o censo norte-americano de 2000, a sua população era de 462 habitantes. 
Em 2006, foi estimada uma população de 433, um decréscimo de 29 (-6.3%).

## Geografia
De acordo com o United States Census Bureau tem uma área de 
2,6 km², dos quais 2,5 km² cobertos por terra e 0,1 km² cobertos por água. Avery localiza-se a aproximadamente 134 m acima do nível do mar.

## Localidades na vizinhança
O diagrama seguinte representa as localidades num raio de 36 km ao redor de Avery. 